# توماس کوخ
 توماس کوخ (انگلیسی: Thomaz Koch؛ زادهٔ ۱۱ مهٔ ۱۹۴۵) یک تنیس‌باز اهل برزیل است.